# Censura de Internet en Irán
En los primeros años del siglo XXI, Irán experimentó un gran aumento en el uso de Internet. A inicios de 2018, Irán tenía una tasa estimada de penetración de Internet de entre 64% y 69% de una población de aproximadamente 82 millones.

A partir de 2012, un promedio del 27% de los sitios de Internet estuvieron bloqueados en un momento dado y a partir de 2013, casi el 50% de los 500 principales sitios web visitados en todo el mundo estaban bloqueados, Incluidos YouTube, Facebook, Twitter, y Blogger. El gobierno iraní y la Guardia Revolucionaria Islámica Sepah se interesaron en bloquear todas las redes sociales. Los sitios bloqueados tienen una amplia gama de temas que incluyen salud, ciencia, deportes, noticias, pornografía y compras.

El negocio de vender redes privadas virtuales (VPN), SOCKS y servidores proxy en Irán está evaluado en millones de dólares debido a la gran demanda. El duodécimo ministro del Estado de Comunicación de Irán anunció que el lucrativo negocio de vender VPN y servidores proxy ha tenido enormes ganancias para sus fabricantes y minoristas, y hay esfuerzos para detener algunas de las empresas.

A principios de marzo de 2012, Irán comenzó a implementar una intranet interna. Este esfuerzo se debe en parte a las acciones occidentales para explotar su conectividad a Internet, como el ciberataque Stuxnet, que ha suscitado sospechas de tecnologías extranjeras.

La respuesta del gobierno y la Guardia Revolucionaria Islámica de Sepah incluyó exigir el uso de sistemas de correo electrónico iraníes, bloquear los servicios populares de correo web, inhibir el uso de cifrado al deshabilitar VPN y HTTPS y prohibir el software de seguridad desarrollado externamente.

Irán es uno de los países más fuertemente identificados con la censura de internet. A partir del 17 de noviembre de 2019, en respuesta a las protestas iraníes por el precio del combustible de 2019, un cierre de internet redujo el tráfico de este en el país al 5% de los niveles normales. Internet se está reactivando gradualmente en algunas áreas.

## Historia
Cuando se introdujeron por primera vez, los servicios de Internet proporcionados por el gobierno dentro de Irán eran relativamente abiertos. Muchos usuarios vieron a Internet como una manera fácil de sortear las estrictas leyes de prensa de Irán. La censura en Internet aumentó con la administración del presidente conservador Mahmoud Ahmadinejad en 2005. Se dice que los opositores al régimen en Irán dependen en gran medida de la comunicación basada en la Web con el mundo exterior.

Muchos blogueros, activistas en línea y personal técnico se han enfrentado a penas de prisión, acoso y abuso. En 2006 y nuevamente en 2010, el grupo activista Reporteros Sin Fronteras calificó a Irán como uno de los 13 países que designó como "Enemigos de Internet". Reporteros Sin Fronteras envió una carta al Alto Comisionado de la ONU para los derechos humanos, Navi Pillay, para compartir su profunda preocupación y solicitar su intervención en el caso de dos internautas y defensores de la libertad de expresión, Vahid Asghari y Hossein Derakhshan. Una de las principales acusaciones de Vahid Asghari fue la creación de un plan nacional contra la censura por parte del gobierno.

En preparación para las elecciones de marzo de 2012, el gobierno de Irán instituyó reglas estrictas sobre los cibercafés y se preparó para lanzar una Internet nacional. También requiere que todos los iraníes registren sus sitios web en el Ministerio de arte y cultura.

A principios de marzo de 2012, el ayatolá Ali Khamenei, líder supremo de Irán, dijo a las autoridades iraníes que establecieran un organismo para supervisar Internet. El cuerpo que se llama El Consejo Supremo del Espacio Virtual y está compuesto por el presidente, el ministro de cultura e información, la policía y los jefes de la Guardia Revolucionaria. Su tarea es definir políticas y coordinar decisiones con respecto a Internet. Se cree que este es el intento más fuerte de las autoridades del país para controlar Internet hasta ahora.

## Proveedores de servicio de Internet
Cada ISP debe ser aprobado tanto por la Compañía de Telecomunicaciones de Irán (TCI) como por el Ministerio de Cultura y Orientación Islámica y debe implementar filtros de contenidos para sitios web y correo electrónico. Los ISP se arriesgan a fuertes sanciones si no cumplen con las listas de filtros del gobierno. Se han cerrado al menos doce ISP por no instalar los filtros adecuados. La lista negra estatal consta de unos 15,000 sitios web prohibidos por el gobierno iraní. En 2008, Irán bloqueó el acceso a más de cinco millones de sitios de Internet, cuyo contenido se percibe principalmente como inmoral y antisocial.

## Software
El motor principal de la censura de Irán es el software de control de contenido SmartFilter, desarrollado por la empresa Secure Computing de San José. Sin embargo, Secure niega haber vendido el software a Irán y alega que Irán está usando el software ilegalmente sin una licencia.

A partir de 2006, el SmartFilter de Irán está configurado para filtrar sitios locales en idioma persa y bloquear sitios prominentes en inglés, como los sitios web de la BBC y Facebook.

El software bloquea efectivamente el acceso a la mayoría de los sitios pornográficos, sitios gay y lésbico, sitios políticos reformistas, medios de comunicación, sitios que proporcionan herramientas para ayudar a los usuarios a ocultar su identidad en Internet y otros sitios definidos nebulosamente como inmorales por diversos motivos. Irán ha sido acusado por sus críticos de censurar más sitios de Internet que cualquier otra nación, excepto China.

Desde entonces, Irán ha desarrollado su propio hardware y software para fines de filtrado. La arquitectura de Internet iraní es particularmente propicia para la vigilancia generalizada, ya que todo el tráfico de las docenas de ISP que atienden a los hogares se enruta a través de la infraestructura de telecomunicaciones controlada por el estado de la Compañía de Telecomunicaciones de Irán (TCI).

La Wikipedia kurda estuvo bloqueada durante varios meses en 2006, según Reporteros Sin Fronteras.

## Servidor proxy estadounidense
Los iraníes a veces pueden acceder a sitios "prohibidos" a través de servidores proxy, aunque estas máquinas también pueden bloquearse. En 2003, Estados Unidos comenzó a proporcionar un servidor proxy gratuito a los ciudadanos iraníes a través de su servicio IBB Voice of America con la compañía de privacidad en Internet Anonymizer, Inc. El sitio web proxy cambia cada vez que el gobierno iraní lo bloquea.

Sin embargo, incluso el proxy de EE. UU. Filtra sitios web pornográficos y palabras clave. "Hay un límite para lo que los contribuyentes deben pagar", dijo un gerente del programa IBB, según lo citó. Las palabras clave prohibidas son controvertidas (prohibir "gay" efectivamente impide el acceso a una gran cantidad de sitios de gays y lesbianas) y han tenido consecuencias no deseadas.

Después de las elecciones presidenciales iraníes de 2009, el Senado de los Estados Unidos ratificó un plan para ayudar a frenar la "censura en la República Islámica". La legislación denominada Ley de Censura de Víctimas de Irán (VOICE) asignó 50 millones de dólares para financiar medidas "para contrarrestar los esfuerzos del gobierno iraní por bloquear transmisiones de radio, satélite y basadas en Internet".

## Inspección profunda de paquete
La posibilidad de que Nokia Siemens Systems vendiera en 2008 TCI una Inspección profunda de paquete en todo el país para monitorear o incluso alterar el contenido de la comunicación de voz y correo de Internet se planteó en un informe del Wall Street Journal en junio de 2009. La compañía ha negado que lo que vendió a TCI tenía tal capacidad, pero solo la capacidad de intercepción legal en relación con la pornografía infantil, por ejemplo.

Andrew Lighten, un empleado de NSN, sin embargo, afirma que la compañía no tiene productos para la inspección profunda de paquetes, y solo proporcionó la capacidad de interceptación legal de Irán para redes móviles 3G UMTS, que según él, es un requisito fundamental de la red UMTS según lo definido por los estándares ETSI.

## Restricción de velocidad de Internet
El gobierno iraní usa la limitación de la velocidad como un medio para frustrar a los usuarios y limitar la comunicación. La disminución significativa de la velocidad de las comunicaciones por Internet en los días posteriores a las elecciones presidenciales iraníes de 2009, las semanas previas a las elecciones de 2013 y durante los tiempos de agitación política internacional, incluso durante la Primavera Árabe, son ejemplos de este comportamiento.

En octubre de 2006, el gobierno iraní ordenó a todos los ISP limitar sus velocidades de descarga a 128 kbit/s para todos los clientes residenciales y cibercafés. Aunque no se dio ninguna razón para el decreto, se cree ampliamente que la medida fue diseñada para reducir la cantidad de medios occidentales (por ejemplo, películas y música) que ingresan al país. También existe una conciencia estatal recién descubierta de cómo el contenido producido en el país que se considera indeseable puede impregnar Internet, resaltado por la controversia de 2006 sobre la aparición de un sextape de celebridades con una popular actriz iraní de telenovela (o un parecido convincente).

A partir de 2010, la mayoría de los ISP más importantes de Teherán ofrecen 1 Mbit/s por 2,190,000 riales al mes, 2Mbit/s por 3,950,000 riales al mes para tráfico de datos ilimitado. 1 Mbit/s con limitación de tráfico de 2 GB cuesta 189,000 riales al mes. Tenga en cuenta que estos precios son solo para Teherán. Los precios suelen ser más altos en otras ciudades. La restricción para la velocidad del cliente residencial de 128 Kbit/s todavía está vigente y las velocidades mencionadas anteriormente son solo para oficinas y empresas comerciales.

Sin embargo, la situación mejoró en los años posteriores y, a partir de octubre de 2019, un importante ISP proporcionó Internet de 40 Mbit/s con 100 GB de datos por mes, solo por 850,000 riales. Otros proporcionan planes de tráfico de datos ilimitados con una velocidad de hasta 16Mbit/s, solo por 260,000 riales al mes.

## Vigilancia
Según el periódico estadounidense The Washington Times, Irán está utilizando las capacidades de interceptación legal del sistema de telecomunicaciones para monitorear las comunicaciones de los disidentes políticos en Internet. Un "centro de monitoreo" instalado por Nokia Siemens Networks (NSN) para Irantelecom intercepta las comunicaciones basadas en la Web y las archiva para los oficiales de la ley iraníes. Lily Mazahery, abogada de derechos humanos e inmigración que representa a los disidentes iraníes, informó que uno de sus clientes fue arrestado por mensajes instantáneos en los que había participado con la Sra. Mazahery.

De acuerdo con una legislación recientemente aprobada, los proveedores de servicios de Internet en Irán deben almacenar todos los datos enviados o recibidos por cada uno de sus clientes. Los ISP pueden eliminar los datos a más tardar 3 meses después del vencimiento del contrato de cada cliente.

Las protestas fuera del país luego de las elecciones de 2009 resultaron en que Irán incremente su monitoreo de las redes sociales en línea, especialmente dirigidas a Facebook. Al reingresar al país, los ciudadanos que han vivido en el extranjero han sido interrogados y detenidos debido al contenido de sus páginas personales de Facebook.

## Desarrollo post elecciones 2009
Tras las protestas electorales de 2009, Irán ratificó la Ley de delitos informáticos en 2010. La CCL codificó en regulaciones legales para la censura de Internet. Entre las disposiciones notables de la CCL se incluyen: el artículo 10, que prohíbe efectivamente a los usuarios de Internet y a las empresas usar el cifrado o proteger los datos de una manera que "denegaría el acceso de personas autorizadas a los sistemas de datos, computadoras y telecomunicaciones"; Artículo 14 que tipifica como delito "producir, enviar, publicar, distribuir, guardar o participar financieramente en contenido obsceno"; Artículo 21, que impone un requisito general para que los ISP mantengan registros de los datos de tráfico de Internet y la información personal de sus usuarios de Internet; y el artículo 48 que exige que los proveedores de servicios de Internet registren datos de conversaciones telefónicas a través de Internet.

En abril de 2011, un alto funcionario, Ali Agha-Mohammadi, anunció planes del gobierno para lanzar un "internet halal", que se ajustaría a los valores islámicos y proporcionaría servicios "apropiados". La creación de una red de este tipo, similar a la utilizada por Corea del Norte, evitaría que información no deseada fuera de Irán ingrese al sistema cerrado. Myanmar y Cuba utilizan sistemas similares.

A principios de 2012, el ministerio de tecnología de la información y la comunicación de Irán, según los informes, estaba probando una red de "Internet nacional" en todo el país que planea lanzar con el objetivo de sustituir los servicios que se ejecutan a través de la World Wide Web. El gobierno también está trabajando en "robots de software para analizar el intercambio de correos electrónicos y chats", con el fin de encontrar "formas más efectivas de controlar las actividades en línea de los usuarios". Una fuente iraní de expertos en informática defendió el programa con el objetivo no "principalmente" de frenar la Internet global, sino de proteger los datos militares, bancarios y confidenciales de Irán de ataques cibernéticos externos como Stuxnet.

Además, a fines de enero de 2012, los propietarios de cibercafés deben verificar las tarjetas de identidad de sus clientes antes de proporcionar servicios. Según el sitio web de noticias Tabnak, una declaración de la policía iraní dice que los cibercafés deben escribir el nombre, el apellido, el nombre del padre, el número de identificación nacional, el código postal y el número de teléfono de cada cliente. Además de la información personal, deben mantener otra información del cliente, como la fecha y hora de uso de Internet y la dirección IP, y las direcciones de los sitios web visitados. Deben guardar esta información para cada individuo durante al menos seis meses.

En mayo de 2012, Irán criticó a Google por eliminar el nombre "Golfo Pérsico" de sus mapas, dejando la característica sin etiquetar. Seis días después de la declaración de Khamenei, Irán anunció que Google y Gmail se agregarían a la lista de sitios prohibidos, para ser reemplazados por una red doméstica de Internet aislada en gran medida de la World Wide Web. Los medios iraníes informaron que el nuevo sistema estaría listo para marzo de 2013. La nueva red ya alberga algunos sitios gubernamentales y académicos.

El aislamiento de la red separada también se promocionó como una mejora de la seguridad de la red, a raíz del ataque del gusano Stuxnet en la principal instalación de enriquecimiento de uranio de Irán. También se encontró un virus informático en la principal terminal de exportación de petróleo de la isla Kharg de Irán en abril. El ministro de Comunicaciones y Tecnología, Reza Taqipour, dijo: "El control sobre Internet no debería estar en manos de uno o dos países. Especialmente en asuntos importantes y durante las crisis, uno no puede confiar en esta red en absoluto".

En septiembre de 2012, el principal líder de Irán, el ayatolá Ali Khamenei, pidió a los líderes occidentales que censuraran el avance de la película Inocencia de los musulmanes, que se publicó en YouTube, una filial de Google. Khamenei aludió a las prohibiciones en sitios relacionados con los nazis o contra los homosexuales en algunos países, preguntando "¿Cómo no hay espacio para la libertad de expresión en estos casos, pero insultar al Islam y su santidad es gratis?"

A mediados de 2014, el gobierno del presidente Hassan Rouhani busca aliviar las restricciones de Internet en el país, con Ali Jannati, el ministro de cultura, comparando las restricciones a la prohibición de máquinas de fax, grabadoras de video y cintas de video que se implementaron después de la Revolución de 1979. En diciembre de 2016, el fiscal iraní Ahmad Ali Montazeri, que dirige el Comité de censura de Internet de Irán, prohibió y cerró 14,000 sitios web y cuentas de redes sociales en Irán. Subrayó que el presidente Rouhani y el ministro del Interior, Rahmani Fazli, están de acuerdo con él y han abordado "advertencias serias" sobre este tema.

## Bloqueo en las protestas de 2017-18
Durante las protestas iraníes de 2017-18, el gobierno iraní bloqueó el acceso a Internet desde las redes móviles y bloqueó el acceso a Instagram y la aplicación móvil de mensajería Telegram en un esfuerzo por obstaculizar las protestas. En algunos puntos, el gobierno bloqueó completamente el acceso a Internet en algunas partes del país. Un informe de enero de 2018 de cuatro relatores especiales de la Oficina del Alto Comisionado de las Naciones Unidas para los Derechos Humanos expresó su profunda preocupación por el bloqueo y declaró: "Los apagones de comunicación constituyen una grave violación de los derechos fundamentales".

## Sanciones de Estados Unidos contra Irán y censura en Internet
Las compañías tecnológicas estadounidenses bloquean sus servicios dentro de Irán en un esfuerzo por cumplir en exceso las sanciones de Estados Unidos que prohíben las transacciones financieras con Irán. En agosto de 2019, el acceso a servicios gratuitos en Github, Gitlabs y los servicios de Amazon Cloud fueron suspendidos para los usuarios dentro de Irán. La suspensión de Amazon Cloud ha tenido impactos colaterales particularmente severos, ya que Amazon Cloud alberga la mayoría de las herramientas de elusión necesarias para evitar los filtros del gobierno que restringen el acceso al contenido en línea. Este desarrollo ha obligado a los desarrolladores que trabajan dentro de Irán a usar herramientas de alojamiento inseguras, dejando sus sitios web vulnerables al ataque cibernético y poniendo en riesgo la seguridad de los usuarios.

En diciembre de 2018, la plataforma Slack suspendió temporalmente el acceso a sus servicios para todos los usuarios que alguna vez se habían conectado a la plataforma desde direcciones IP iraníes. Slack restableció esas cuentas bajo presión pública, mientras continuaba suspendiendo sus servicios a usuarios que se conectaban directamente desde Irán.

Desde marzo de 2018, Apple ha dejado la App Store no disponible en Irán, con impactos significativos en la capacidad de las personas en el país para comunicarse en línea. El bloqueo de Telegram en abril de 2018 resultó en el bloqueo colateral de WhatsApp y la desactivación de muchas VPN. Los usuarios dentro de Irán que usan dispositivos Apple no pudieron acceder a la App Store a través de sus servidores proxy habituales, y no pudieron descargar nuevas VPN o aplicaciones de comunicación.

La suspensión de los servicios y plataformas de comunicaciones dentro de Irán continúa a pesar de la existencia de una Licencia General D-1, emitida por primera vez por la Oficina de Controles de Activos Extranjeros (OFAC) en 2014, que autoriza a las empresas privadas a proporcionar ciertas tecnologías de «comunicaciones personales» a los usuarios en Irán. Cuando Estados Unidos volvió a imponer sanciones, el Departamento del Tesoro de los Estados Unidos destacó que se aplicaría la Licencia General D-1, en aras de «fomentar la libertad de Internet y apoyar al pueblo iraní».

## Apagón total de Internet de 2019
En noviembre de 2019, el gobierno iraní impuso un cierre total de Internet de una semana en respuesta a las protestas por el precio del combustible. El apagón fue organizado por SNSC y MICT. Fue el cierre de Internet a mayor escala en Irán.